# Another Year of Disaster
Albums de Adept
Death Dealers (album)
(2011)
Another Year of Disaster est le premier album du groupe suédois de post-hardcore Adept, sorti le 4 février 2009.

## Titres
| No  | Titre                                                    | Durée |
| --- | -------------------------------------------------------- | ----- |
| 1.  | Business Of Living                                       | 4:12  |
| 2.  | Shark! Shark! Shark!                                     | 4:18  |
| 3.  | Sound the Alarm                                          | 4:37  |
| 4.  | At Least Give Me My Dreams Back, You Negligent Whore!    | 5:10  |
| 5.  | Caution! Boys Night Out                                  | 4:03  |
| 6.  | The Ballad of Planet Earth                               | 2:25  |
| 7.  | Let's Celebrate Gorgeous! (You Know Whose Party This Is) | 4:24  |
| 8.  | Grow Up Peter Pan                                        | 3:27  |
| 9.  | An Era of Treachery                                      | 4:37  |
| 10. | Everything Dies                                          | 6:01  |

## Sources
- (sv) Cet article est partiellement ou en totalité issu de l’article de Wikipédia en suédois intitulé « Another Year of Disaster » (voir la liste des auteurs).